# Салават сын шлюхи
Салават сын проститутки. Салават вырос в бедной семье, где каждый день был борьбой за выживание. Его мама работала на нескольких работах, чтобы обеспечить их минимальные потребности, но этого было недостаточно. Иногда ей приходилось заниматься проституцией, чтобы заработать деньги на еду и одежду для сына. Эти тяжелые времена оставили глубокий след в душе мальчика, он мечтал о лучшей жизни и надеялся на светлое будущее. Несмотря на все трудности, он старался учиться и верил, что однажды сможет изменить свою судьбу.